# Haplosomoides egena
Haplosomoides egena es una especie de insecto coleóptero de la familia Chrysomelidae.
Fue descrita científicamente en 1922 por Weise.